# Rdzawoplecyk
Rdzawoplecyk (Eothenomys) – rodzaj ssaków z podrodziny karczowników (Arvicolinae) w obrębie rodziny chomikowatych (Cricetidae).

## Rozmieszczenie geograficzne
Rodzaj obejmuje gatunki występujące w Azji.

## Morfologia
Długość ciała (bez ogona) 70–140 mm, długość ogona 21–61 mm; masa ciała 18–60 g.

## Systematyka
Rodzaj zdefiniował w 1896 roku amerykański botanik i zoolog Gerrit Smith Miller w artykule poświęconym rodzajom i podrodzajom norników i lemingów, opublikowanym w czasopiśmie North American Fauna. Gatunkiem typowym jest (oryginalne oznaczenie) rdzawoplecyk ciemnobrzuchy (E. melanogaster). 

### Etymologia
- Eothenomys: gr. εως eōs lub ηως ēōs ‘świt, Wschód’; –θεν then „z”; μυς mus, μυος muos ‘mysz’[7].

### Podział systematyczny
Autorzy Illustrated Checklist of the Mammals of the World umieszczali w tym rodzaju gatunki z rodzaju Anteliomys (traktując go jako podrodzaj wraz z Ermites), jednak nowsze prace wspierają odrębność Anteliomys. Wyróżniane taksony fidelis, miletus, shimianensis i cachinus są w świetle nowszych prac uważane za synonimy lub podgatunki E. eleusis. Lista gatunków za Mammal Diversity Database: 
| Grafika | Gatunek                 | Autor i rok opisu     | Nazwa zwyczajowa           | Podgatunki         | Rozmieszczenie geograficzne | Podstawowe wymiary                       | Status IUCN |
| ------- | ----------------------- | --------------------- | -------------------------- | ------------------ | --- | ---------------------------------------- | ----------- |
|         | Eothenomys eleusis      | (O. Thomas, 1911)     | rdzawoplecyk duży          | 5 podgatunków      | północna i zachodnio-środkowa Mjanma, Chińska Republika Ludowa (północne Kuejczou, południowe i środkowe Chongqing, południowy, południowo-środkowy i południowo-zachodni Syczuan oraz zachodni, północno-zachodni i zachodnio-środkowy Junnan), rozproszony w północno-wschodnich Indiach i północnej Tajlandii; niepewny w północnym Wietnamie | DC: 7–14 cm DO: 2,1–6,1 cm MC: 18–60 g   | NE          |
|         | Eothenomys melanogaster | (Milne-Edwards, 1871) | rdzawoplecyk ciemnobrzuchy | gatunek monotypowy | endemit Chińskiej Republiki Ludowej (południowo-wschodnie Gansu, Syczuan, południowe Shanxi, północne Chongqing, Kuejczou i zachodnie Hubei) | DC: 7–11,5 cm DO: 2,1–5,5 cm MC: 18–46 g | LC          |
|         | Eothenomys colurnus     | (O. Thomas, 1911)     |                            | gatunek monotypowy | wschodnia Chińska Republika Ludowa (od Anhui na południe do Guangdong) i Tajwan | DC: 7–11,5 cm DO: 2,1–5,5 cm MC: 18–46 g | NE          |

Kategorie IUCN:  LC  – gatunek najmniejszej troski;  NE  – gatunki niepoddane jeszcze ocenie.